# Oduduwa Corona
Oduduwa Corona est une corona, formation géologique en forme de couronne, située sur la planète Vénus par -11° S et 211,5° E. Elle est localisée dans le quadrangle de Taussig. Elle a été nommée en référence à Oduduwa, déesse Yoruba (Nigeria) de la fertilité. 

## Géographie et géologie
Oduduwa Corona couvre une surface circulaire d'environ 150 km de diamètre. 